# Свами Шивананда
Сва́ми Шивана́нда Сарасва́ти (имя при рождении — Куппусвами; 8 сентября 1887, Паттамадай — 14 июля 1963, Ришикеш) — индийский гуру и йогин, основатель «Общества божественной жизни» («The Divine Life Society», DLS).

## Биография
Куппусвами родился в 1887 в городе Паттамадай, Тамилнад, Британская Индия. В детстве он показывал отличные результаты в учёбе и в занятиях физическими упражнениями. Очень рано в нём проснулся интерес к духовным практикам. Его родители были шиваитами. В детстве он ежедневно молился с ними и читал мантры.
Куппусвами получил медицинское образование и выбрал карьеру врача-хирурга. Юный доктор Куппусвами отправился в Малайзию, где в очень короткий срок ему доверили управлять госпиталем. Часто Куппусвами принимал больных без оплаты, оплачивал лекарства для малоимущих людей из своего кармана. Однажды доктор Куппусвами вылечил бродячего санньясина (монаха, давшего обет безбрачия). Этот монах впоследствии начал обучать доктора йоге и веданте. Жизнь Куппусвами изменилась, и он стал чаще обращаться внутрь себя и размышлять над важными вопросами жизни. Вскоре у него появилось желание помогать людям и на духовном уровне.
Отправившись в Северную Индию в поисках гуру, он провёл какое-то время в Варанаси, а затем в Ришикеше. Там Куппусвами встретил своего гуру, который посвятил его в санньясу. В течение последующих десяти лет Свами Шивананда Сарасвати (имя, которым его нарекли при принятии отречения) практиковал интенсивную ежедневную садхану и тапас. К окончанию этого периода к нему стало приходить большое количество людей со всей Индии для обучения и получения духовного вдохновения. Свами Шивананда превратился в популярного учителя йоги. Несмотря на то, что он редко покидал Ришикеш, его учение быстро распространилось по всему миру. Он написал более двухсот книг на тему йоги и философии адвайты.
В 1957 году он отправил своего ученика Свами Вишнудевананду в страны запада для того чтобы принести туда учения Веданты.
В числе учеников Свами Шивананды был известный историк религии Мирча Элиаде.

## Книги Свами Шивананды
Свами Шивананды написал 296 книг. Среди наиболее известных:
- «Кундалини йога»
- «Сила мысли»
- «Йога и сила мысли»
- «Йога и здоровье»
- «Практика карма-йоги»
- «Джапа-йога. Медитация на Ом»
- «Концентрация и медитация»
- «Практика брахмачарьи»
- «Что происходит с душой после смерти»

## Русские переводы книг Свами Шивананды
В 1983 году появились русские переводы книг Свами Шивананды, «выходившие» тогда в самиздате, с 1991 года они неоднократно издавались, среди них — «Йога и здоровье», «Джапа-йога. Медитация на Ом», изданные в 1997 году издательством «София» (СПб, Киев).

## Критика
По мнению популярного на Западе гуру Раджниша Ошо, «Шивананда вообще не был мастером. Он был лишь учителем, и к тому же довольно посредственным».